# Hugo Deiring
Hugo Deiring (* 25. Juli 1920 in Grönenbach, Allgäu; † 5. August 1999 in München) war ein deutscher Journalist und langjähriger Chefredakteur der Süddeutschen Zeitung. Im Zweiten Weltkrieg diente Deiring in der Kriegsmarine, zuletzt als Oberleutnant zur See. Bei Kriegsende ließ er als 24-jähriger U-Boot-Kommandant sein U-Boot U 3503 vor Göteborg versenken und ging mit seiner Besatzung in schwedische Internierung.

## Leben
Deiring trat am 1. Oktober 1938 mit 18 Jahren als Seeoffiziersanwärter in die Kriegsmarine ein und absolvierte zunächst seine infanteristische Grundausbildung, die er mit der Ernennung zum Seekadetten am 1. Juli 1939 abschloss. Die praktische Bordausbildung erhielt er von Juli 1939 bis Juli 1940 auf den  Schulschiffen Schlesien und Schleswig-Holstein und beendete diese mit der Ernennung zum Oberfähnrich zur See am 1. August 1940. Von August bis Oktober 1940 diente er in der 3. Schnellboot-Flottille, begann aber im November 1940 mit einer U-Bootsausbildung, zu deren Abschluss er am 1. April 1941 zum Leutnant zur See ernannt wurde. Von April bis September 1941 war er Wachoffizier auf U 151. Von September 1941 bis zum 28. November 1941 erhielt er in der Kriegsschiffbaulehrabteilung U-Nordsee in Bremen die Baubelehrung für U 255, wo er vom 29. November 1941 bis Oktober 1942 1. Wachoffizier war. Vom 15. November 1942 bis zum 27. Februar 1944 war Deiring Kommandant von U 56 und wurde am 1. April 1943 zum Oberleutnant zur See ernannt. Von März 1944 bis Anfang September 1944 besuchte er verschiedene Lehrgänge und unterzog sich der Baubelehrung in der 7. Kriegsschiffbaulehrabteilung in Danzig für das „Elektro-U-Boot“ U 3503, dessen Kommandant er am 9. September 1944 wurde.
Mit diesem U-Boot lief er am 3. Mai 1945 von Kiel zu seiner ersten und einzigen Unternehmung aus, ohne Schiffe zu versenken. Nach einem Luftangriff durch einen britischen Bomber Consolidated B-24 Liberator am 6. Mai 1945 erreichte U 3503 schwedische Hoheitsgewässer vor Göteborg. Deiring ließ das U-Boot am 8. Mai 1945 selbstversenken und kam mit seiner Besatzung in ein Internierungslager in Backamo bei Uddevalla. Von dort wurde er mit seinen Männern am 3. Dezember 1945 an die britischen Besatzungsbehörden in Deutschland ausgeliefert und kam in einer Gefangenenlager in Holstein, aus dem er im Februar 1946 entlassen wurde.
Ohne sein Studium abgeschlossen zu haben, arbeitete er ab 1947 sein ganzes Berufsleben lang für die Süddeutsche Zeitung, zunächst als Redakteur, ab 1954 als Chef vom Dienst und ab 1960 als stellvertretender Chefredakteur unter Hermann Proebst. Von 1970 bis Ende 1984 war er Teil der zunächst fünf-, dann sechsköpfigen Chefredaktion, in der er als „geschäftsführender Chefredakteur“ für das operative Tagesgeschäft zuständig war.

## Rezeption
Im Spiegel charakterisierte man ihn 1970 als „dienstbeflissenen Technokraten, der den Zeilenausstoß der Redakteure auf Listen in seinem Schreibtisch festhält“ und der sich, anders als die meisten führenden Journalisten des Blattes, ohne lukrative Nebenbeschäftigung ganz der Redaktionsarbeit widmete, weshalb er „als Vollzugsbeamter der Verleger und strenger Verwalter der Honorarlisten in der Redaktion gefürchtet“ gewesen sei. Nach seinem Tod würdigte die Süddeutsche als sein Verdienst, „maßgeblich daran beteiligt“ gewesen zu sein, das Blatt „zur überregionalen Zeitung auszubauen und die Landkreisausgaben für die Region München einzuführen“.

## Veröffentlichungen
- (Hrsg.): Eichen gibt’s genug in Deutschland. Streiflichter und Karikaturen aus der Süddeutschen Zeitung. Süddeutscher Verlag, München 1970.
- 40 Jahre Zeitgeschichte, 40 Jahre SZ. Eine Ausstellung der Süddeutschen Zeitung. Katalog. Gestaltung der Ausstellung: Hugo Deiring. Süddeutscher Verlag, München 1985.
- (Red.): Aktuelles Lexikon. Süddeutscher Verlag, München 1990.
- (mit Klaus Schumann): 50 Jahre Süddeutsche Zeitung, 50 Jahre Zeitgeschichte. Eine Ausstellung der Süddeutschen Zeitung. Katalog. Süddeutscher Verlag, München 1995.